# Запутались в любви (фильм)
«Запутались в любви» (нем. Robert Zimmermann wundert sich über die Liebe; дословно — «Роберт Циммерманн удивляется любви») — мелодрама с элементами комедии режиссёра Леандера Хауссмана, снятый по одноимённому роману и сценарию Гернота Гриксча.

## Сюжет
26-летний Роберт Циммерманн, дизайнер компьютерных игр, собирается на презентацию своего проекта, но во время ланча приятель случайно испачкал его элегантный пиджак, и Роберту в спешном порядке приходится отправиться в химчистку.
В химчистке Роберт знакомится с приёмщицей Моникой, которая старше его лет на 20, и сразу забывает и о важном мероприятии, и о своей прежней подружке. С этого момента он думает только о Монике, тщетно пытаясь добиться её внимания и размышляя о вечной загадке любви.

## В ролях
| Актёр               | Роль                |
| ------------------- | ------------------- |
| Том Шиллинг         | Роберт Циммерманн   |
| Марушка Детмерс     | Моника              |
| Юлия Дитце          | Лорна               |
| Кристиан Зенгевальд | Оле                 |
| Марлен Дикхоф       | Дженнифер Циммерман |
| Анника Кул          | Пиа Циммерман       |
| Йохан Адам Энст     | мистер Циммерман    |
| Беттина Стуки       | Марга подруга Пиа   |